# Kiriakoffalia paleacea
Kiriakoffalia paleacea är en fjärilsart som beskrevs av De Toulgoët 1978. Kiriakoffalia paleacea ingår i släktet Kiriakoffalia och familjen björnspinnare. Inga underarter finns listade i Catalogue of Life.